# Schwindratzheim
Schwindratzheim település Franciaországban, Bas-Rhin megyében. Lakosainak száma 1763 fő (2022. január 1.). Schwindratzheim Mommenheim, Alteckendorf, Bossendorf, Minversheim, Mutzenhouse, Waltenheim-sur-Zorn és Hochfelden községekkel határos.

## Népesség
A település népessége az elmúlt években az alábbi módon változott:
| Lakosok száma | 1578 | 1620 | 1667 | 1675 | 1721 | 1715 | 1754 | 1759 | 1763 |
|               | 2013 | 2015 | 2016 | 2017 | 2018 | 2019 | 2020 | 2021 | 2022 |